# David Jackson (baloncestista de 1986)
David Jackson (Memphis, Tennessee, 22 de enero de 1986) es un baloncestista estadounidense que pertenece a la plantilla del Górnik Wałbrzych de la I Liga, la segunda división polaca. Con 1,93 metros de estatura, juega en la posición de escolta. 

## Trayectoria deportiva

### Universidad
Jugó cuatro temporadas con los Leathernecks de la Universidad Western Illinois, en las que promedió 12,6 puntos, 4,1 rebotes y 2,4 asistencias por partido.

### Profesional
Tras no ser elegido en el Draft de la NBA de 2008, fichó por el KK Jedinstvo Bijelo Polje de la Liga de Montenegro, de donde pasó en 2009 al MBK Pezinok eslovaco, con el que gana la liga y la copa de aquel país. En 2010 ficha por el Turów Zgorzelec polaco, donde permanecería tres temporadas, promediando en la segunda de ellas 11,4 puntos y 3,7 rebotes por partido, la mejor de todas ellas.
En agosto de 2013 fichó por el A.S. Junior Pallacanestro Casale italiano, donde completó una temporada como titular en la que promedió 12,9 puntos y 3,9 rebotes por partido.
En julio de 2014 fichó por el Boulazac Basket Dordogne francés de la Pro B,  donde jugó dos temporadas, promediando en la segunda de ellas 13,3 puntos y 3,9 rebotes por partido. Regresó en 2016 al Turów Zgorzelec polaco, y en 2017 firmó con el Chorale Roanne Basket de la Pro B francesa, donde en su primera temporada promedió 13,9 puntos y 3,5 rebotes por partido saliendo desde el banquillo.